# Грос Мекелзен
Грос Мекелзен (њем. Groß Meckelsen) општина је у њемачкој савезној држави Доња Саксонија. Једно је од 57 општинских средишта округа Ротенбург (Виме). Према процјени из 2010. у општини је живјело 496 становника. Посједује регионалну шифру (AGS) 3357017.

## Географски и демографски подаци
Грос Мекелзен се налази у савезној држави Доња Саксонија у округу Ротенбург (Виме). Општина се налази на надморској висини од 35 метара. Површина општине износи 12,3 km². У самом мјесту је, према процјени из 2010. године, живјело 496 становника. Просјечна густина становништва износи 40 становника/km².